# Gustavo V de Suecia
Gustavo V (Oscar Gustaf Adolf; palacio de Drottningholm, 16 de junio de 1858-palacio de Drottningholm, 29 de octubre de 1950) fue rey de Suecia desde 1907 hasta su muerte en 1950. Fue el hijo mayor de los reyes Óscar II y Sofía. Se casó el 20 de septiembre de 1881 con la princesa Victoria de Baden. 
Gustavo V se convirtió en príncipe heredero de Suecia y Noruega en 1872. Fue rey de Suecia desde 1907 (Noruega se separó en 1905) y sería el último monarca con poder efectivo en el gobierno, cediendo ante los cambios constitucionales que fijaban una monarquía parlamentaria. No obstante, se involucró constantemente en la política interna y externa, confrontándose en más de una ocasión con el gobierno parlamentario, ante el adverso escenario que experimentó Suecia en las dos guerras mundiales. Con 43 años en el poder, su gobierno fue el más largo de un monarca en la historia de Suecia (Magnus Eriksson permaneció 45 años, 12 de los cuales no tomó parte activa en el gobierno, dada su minoría de edad). Era de carácter conservador y mantuvo cierta política de acercamiento diplomático a Alemania y a algunos líderes nazis.

## Primeros años
El príncipe Óscar Gustavo Adolfo nació un 16 de junio de 1858 en el palacio de Drottningholm, siendo hijo de los entonces duques de Östergötland los príncipes Óscar y Sofía. Fue bautizado en la iglesia del castillo de Estocolmo el 12 de julio, y le fue otorgado el título de duque de Värmland.
En octubre de 1869 comenzó su educación primaria junto con sus dos hermanos menores en el colegio Beskowska, en Estocolmo. La familia estableció su residencia en el palacio del Príncipe Heredero y los veranos los solía pasar en el castillo Sofiero, en donde se unía el duque Óscar. En sus primeros años, el príncipe Gustavo fue de constitución débil, pero su constante educación física lo convertiría en un hombre alto, esbelto, atlético y longevo.

## Príncipe heredero

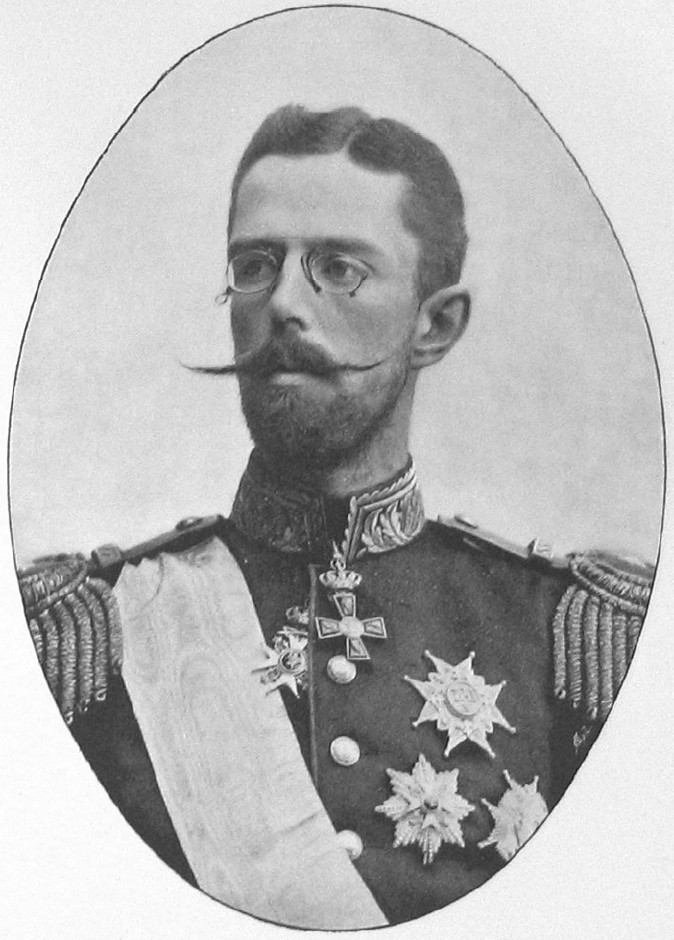
Príncipe Gustavo.

A partir del 18 de septiembre de 1872, cuando falleció el rey Carlos XV y el duque Óscar se convirtió en el nuevo monarca, Gustavo fue nombrado príncipe heredero de los reinos de Suecia y Noruega. Desde entonces la familia se mudó al Palacio Real de Estocolmo y Gustavo abandonó el colegio de su infancia para llevar una educación particular en el palacio.
En 1877 comenzó su educación superior en la Universidad de Upsala y ese mismo año se encargó por primera vez del gobierno durante un viaje de su padre. En la universidad estudió latín, economía nacional, historia nórdica, historia del arte, derecho procesal y ciencia política. Al mismo tiempo llevaba su educación militar en Suecia y en Noruega. A los diecisiete años era subteniente, y en 1898 alcanzó el rango de general. 
Adquirió relevancia internacional cuando en su papel de príncipe heredero organizó la Exposición de Estocolmo de 1897. Participó políticamente en los turbulentos años siguientes: para solucionar el conflicto parlamentario de 1887 entre liberales y conservadores que abarcaba discusiones sobre el derecho al sufragio universal y la tensión de las relaciones con Noruega tras su separación.

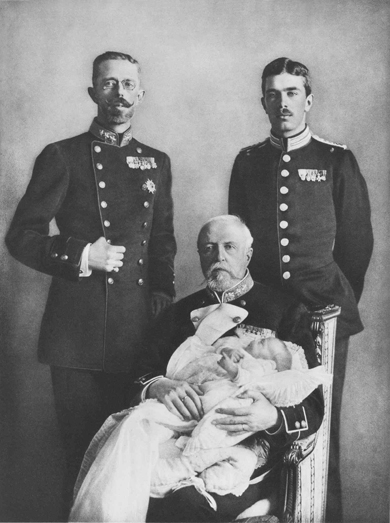
Cuatro generaciones Bernadotte: atrás, el príncipe heredero Gustavo (izquierda) y su hijo el príncipe Gustavo Adolfo (futuro rey Gustavo VI Adolfo); al centro, el rey Óscar II con el pequeño príncipe Gustavo Adolfo.

El príncipe fue el primer presidente de la Asociación Central Sueca para el fomento del deporte, fundada en 1897 y antecesora de la actual Real Federación Deportiva Sueca. La Asociación organizó los juegos nórdicos por primera vez en 1901 y construyó el Estadio Olímpico de Estocolmo para los Juegos Olímpicos de 1912, el cual sería inaugurado por el propio Gustavo, ya convertido en rey.
Mantuvo una activa vida social y diplomática. Junto con su padre el rey Óscar, se pronunció a favor de la unión y solidaridad entre los reinos nórdicos y jugó un papel importante en el fortalecimiento de relaciones con el Reino Unido.
En 1878 Gustavo inició un viaje al extranjero que duraría un año. En 1879 obtuvo en título de Doctor en Derecho Civil por la Universidad de Oxford y visitó a varias familias reales. En ese viaje conoció a su futura cónyuge Victoria de Baden. La petición de mano y el compromiso matrimonial ocurieron en marzo de 1881.
El 20 de septiembre de 1881 se celebró la boda con la princesa Victoria en la iglesia del castillo de Karlsruhe. Los príncipes herederos tendrían tres hijos:
1. Gustavo Adolfo (1882-1973), duque de Escania y rey de Suecia.
2. Guillermo (1884-1965), duque de Södermanland.
3. Éric (1889-1918), duque de Västmanland.

Los príncipes realizaron varios viajes a partir de 1890, entre ellos uno a Egipto. En 1898 enfermó la princesa Victoria y por motivos de salud tuvo que viajar frecuentemente a Roma.

## Rey de Suecia

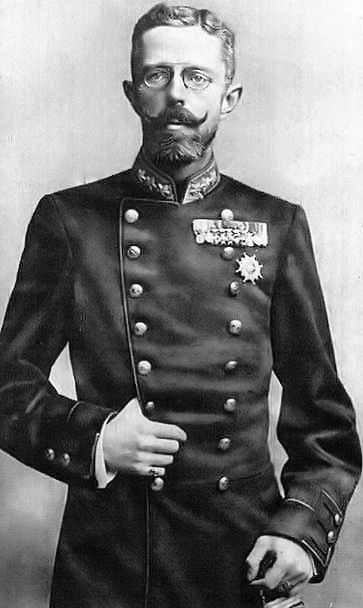
Gustavo V.

El 8 de diciembre de 1907 Gustavo V sucedió a su padre como rey de Suecia. Por iniciativa propia decidió que el monarca sueco ya no debía ser coronado. Por ley, el rey estaba impedido para intervenir en política, sin embargo, Gustavo decidió enfrentarse al primer ministro Karl Staff, de formación liberal. El rey se opuso, en concordancia con las clases altas del país y un sector considerable de campesinos, a la política pacifista de Staff que trataba de impedir el armamentismo de Suecia frente a una inevitable guerra en Europa. La marcha campesina de 1914 en favor del rey y el discurso político de Gustavo V en esa ocasión provocó la dimisión de Staff en protesta por la intromisión ilegal del monarca en la vida política.

### Primera Guerra Mundial
El 18 de diciembre de 1914 Gustavo V organizó el encuentro de los tres reinos en Malmö, junto con los demás gobiernos nórdicos, donde se pronunció a favor de la solidaridad nórdica frente a las potencias europeas y de la política de neutralidad en la Primera Guerra Mundial. Así Gustavo V trataba de poner fin a los rumores que hablaban de un acercamiento con Alemania. Entre 1911 y 1914, los reyes Gustavo y Victoria habían apoyado la alianza militar con Alemania.
En los años de la guerra en Europa, Suecia fue sacudida por duros acontecimientos, entre ellos la hambruna en el campo, el brote de una epidemia de gripe española y el hundimiento de un buque sueco a manos de los alemanes en 1916. En 1918 falleció el hijo menor del rey, el príncipe Erik, víctima de la epidemia.

### Período de entreguerras
La salud de la reina Victoria empeoró por ese entonces, y tuvo que permanecer un tiempo más prolongado en el extranjero, y Roma y Baden-Baden se convertirían en su segundo hogar. La reina falleció en Villa Svezia, su casa en Roma el 4 de abril de 1930.
Después de la guerra mundial, Gustavo V se dedicó a su política báltica, que incluía la incorporación de las islas Åland a Suecia. Se opuso en cierta medida a las sanciones económicas que se fijaron a Alemania en el tratado de Versalles, y expresó en más de una ocasión su preocupación por los brotes comunistas en Europa. En el parlamento, la izquierda amenazó con cambios a la constitución y en 1918 el rey tuvo que aceptar el parlamentarismo, que debilitó considerablemente la monarquía sueca.
Al iniciar la década de 1930, Suecia se vio afectada por la crisis económica mundial. En 1931, Adolf Hitler y Goebbels fueron invitados a exponer conferencias en Estocolmo, invitados por el líder nacionalsocialista sueco Birger Furugård. El permiso fue denegado por el gobierno sueco.
Con la invención de la radio, Gustavo V se convirtió en el primer monarca sueco en hablar directamente a sus súbditos, y de hecho utilizó este medio con frecuencia, como el discurso del 27 de octubre de 1936, el día de los países nórdicos, donde llamó a la unidad entre los escandinavos. En 1937 Adolf Hitler prohibió a los alemanes aceptar los premios Nobel, situación que evidenció las malas relaciones entre ambos países, que Suecia trató de distender dada su inferioridad militar.

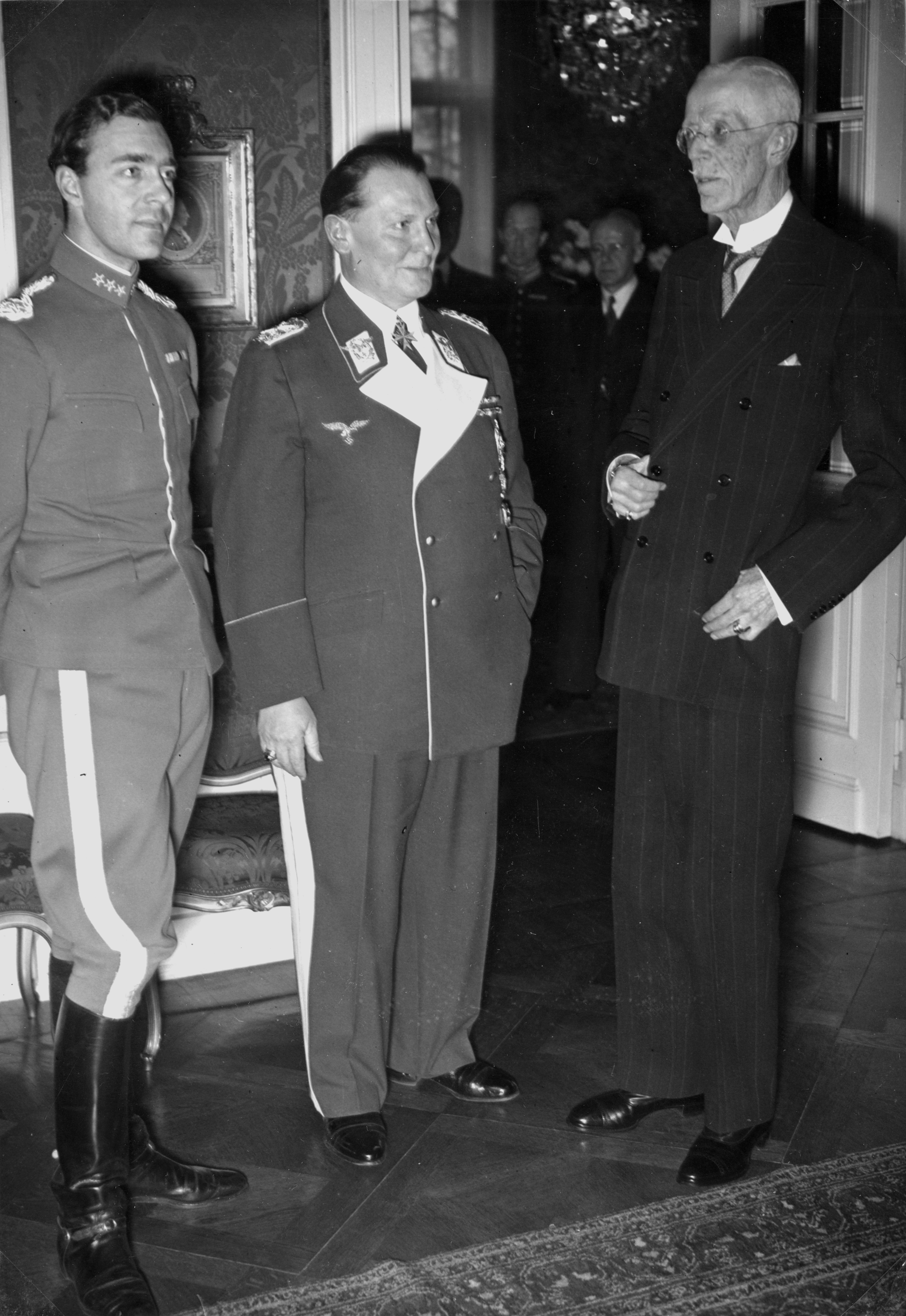
El rey Gustavo V junto con su nieto el príncipe Gustavo Adolfo (izquierda) y Hermann Göring (centro) en Berlín en 1939.

Tanto el rey como el príncipe heredero participaron en reuniones con líderes de la Alemania nazi. Aunque se ha tratado de vincular estos hechos con presuntas simpatías nazis del rey, otras versiones interponen los motivos diplomáticos. En otros asuntos de política exterior, en los que se involucraba de manera constante, se entrevistó con Hitler en Berlín en 1933, al que le habría demandado suavizar su política persecutoria hacia los judíos. A petición de Franklin Delano Roosevelt, en 1938 participó en negociaciones a fin de asegurar la paz con el gobierno alemán.

### Segunda Guerra Mundial
Al estallar la Segunda Guerra Mundial en 1939, el 3 de septiembre de ese año el gobierno de Suecia, encabezado por Per Albin Hansson, adoptó formalmente una política de neutralidad, decisión que fue calificada de "sensata" por el ministro alemán del exterior Joachim von Ribbentrop en 1940. El rey Gustavo se alineó a esta decisión, y convocó a los gobiernos de los cuatro estados nórdicos (esta vez incluida Finlandia) a una reunión el 18 de octubre de 1939. En esa reunión, Gustavo convocó a una posición neutral conjunta y a la colaboración económica y humanitaria entre los países nórdicos. Cuando Noruega se vio involucrada en el conflicto, Gustavo V abogó por la ayuda a ese país, en aras del compromiso adquirido en la reunión de 1939. Esta posición puso al rey en una situación de confrontación parcial con el primer ministro.
El rey Gustavo recibió con desagrado la presión que ejerció Alemania sobre el rey Haakon VII de Noruega para que este abdicara. El mismo año de 1940, el gobierno alemán exigió derecho de libre tránsito de sus tropas por territorio sueco. El 17 de junio, Gustavo V envió un telegrama a Hitler, en el que le demandaba "moderación" en cuanto a las exigencias de dimisión a Haakon VII. El rey apeló a su consanguinidad con la familia real noruega. 
De acuerdo al primer ministro Per Albin Hansson, el rey lo presionó para que aceptara el paso de tropas alemanas por el norte de Suecia rumbo a Finlandia e incluso amenazó con deponer la corona si no accedía a las peticiones nazis, pues ello implicaría un conflicto con Alemania. Tanto el rey como el príncipe heredero Gustavo Adolfo se pronunciaron posteriormente a favor del tránsito de tropas aliadas en Suecia, lo que fue rechazado por el gobierno parlamentario. El 8 de julio, el ministro Hansson decidió permitir el tránsito de tropas alemanas, argumentando que el permiso no implicaba la entrada en el conflicto. Sin embargo, esa circunstancia, que trató de mantenerse en secreto, puso en tela de juicio la neutralidad de Suecia en la guerra.
Haciendo uso de su talento diplomático, el rey se ofreció en agosto de 1940 como mediador en posibles negociaciones de paz entre el Reino Unido y Alemania. En su cumpleaños 85, en 1943, ofreció un discurso en que daba su visión acerca de su función en la política; según él, en casos normales un monarca constitucional debía mantenerse neutral en los aspectos políticos, pero en casos especiales, como en una guerra, estaba obligado a ayudar a su país frente a las adversidades.

### Posguerra
Después de la guerra, el rey comenzó a viajar constantemente a Niza, en la Riviera francesa, donde permanecía por largos períodos. En 1948 festejó sus 90 años con una grandiosa celebración. En ese tiempo fue evidente la disminución física del monarca, y en la apertura del parlamento de 1950 el trono lució vacío.
La mañana del 29 de octubre de 1950, Gustavo V falleció en el palacio de Drottninglhom, a causa de una bronquitis que se complicó. El 9 de noviembre tuvo lugar el entierro en la iglesia de Riddarholmen, en Estocolmo. Culminó así su largo reinado de 43 años.

## Vida privada
Fue un secreto oficial que el rey era homosexual y en su vejez no se molestó en ocultarlo. Una supuesta relación homosexual con Kurt Haijby desató el escándalo Haijby, durante el cual se demostró que la corona había pagado grandes sumas de dinero a este para mantener su silencio, y que se había presionado a Haijby dos veces para dejar el país, a EE. UU. y a Alemania, y que se le ingresó injustificadamente en un psiquiátrico. El rey no fue consciente probablemente de estos manejos o al menos no estuvo implicado directamente. Pero el escándalo se desató en el comienzo de los años 1950 cuando lo publicó Vilhelm Moberg.
Gustavo V fue un destacado jugador de tenis, deporte donde utilizaba en seudónimo Mr. G. Alcanzó renombre internacional y su nombre fue incluido en el Salón Internacional de la Fama del tenis en 1980. En ese tiempo, el tenis era un deporte de escaso prestigio en Suecia, pero la participación del rey hizo que aumentara su popularidad. Gustavo aprendió el deporte durante una visita a Inglaterra en 1876 y tras su regreso a Suecia fundó el primer club en su país. En sus viajes a la Riviera francesa, fue visto jugando en múltiples ocasiones. Durante la Segunda Guerra Mundial, intercedió ante Hitler para obtener mejor trato hacia los campeones Jean Borotra y Gottfried von Cramm, prisioneros por los alemanes.
Nombrado miembro de la Insigne Orden del Toisón de Oro el 30 de junio de 1881.

## Títulos y tratamientos
| ● 16 de junio de 1858-18 de septiembre de 1872: | Su alteza real el príncipe Gustavo de Suecia y Noruega, duque de Värmland          |
| ● 18 de septiembre de 1872-7 de junio de 1905:  | Su alteza real el príncipe heredero de Gustavo Suecia y Noruega, duque de Värmland |
| ● 7 de junio de 1905-8 de diciembre de 1907:    | Su alteza real el príncipe heredero de Gustavo Suecia, duque de Värmland           |
| ● 8 de diciembre de 1907-29 de octubre de 1950: | Su majestad el rey de Suecia                                                       |

## Ancestros
| \| \| \| \| \| \| \| \| \| \| \| \| \| \| \| \| \| \| \| \| 16. Jean-Henri Bernadotte \| \| \| \| \| \| \| \| \| \| \| \| \| \| \| \| \| \| \| \| \| \| \| \| \| \| \| \| \| \| \| \| \| \| \| \| \| \| \| \| \| \| \| \| \| \| \| \| \| \| \| \| \| \| 8. Carlos XIV Juan de Suecia \| \| \| \| \| \| \| \| \| \| \| \| \| \| \| \| \| \| \| \| \| \| \| \| \| \| \| \| \| \| \| \| \| \| \| \| \| \| \| \| \| \| \| \| \| \| \| \| \| \| \| \| \| \| 17. Jeanne de Saint Vincent \| \| \| \| \| \| \| \| \| \| \| \| \| \| \| \| \| \| \| \| \| \| \| \| \| \| \| \| \| \| \| \| \| \| \| \| \| \| \| \| \| \| \| \| \| \| \| \| \| \| \| \| \| \| 4. Óscar I de Suecia \| \| \| \| \| \| \| \| \| \| \| \| \| \| \| \| \| \| \| \| \| \| \| \| \| \| \| \| \| \| \| \| \| \| \| \| \| \| \| \| \| \| \| \| \| \| \| \| \| \| \| \| \| \| 18. François Clary \| \| \| \| \| \| \| \| \| \| \| \| \| \| \| \| \| \| \| \| \| \| \| \| \| \| \| \| \| \| \| \| \| \| \| \| \| \| \| \| \| \| \| \| \| \| \| \| \| \| \| \| \| \| 9. Désirée de Suecia \| \| \| \| \| \| \| \| \| \| \| \| \| \| \| \| \| \| \| \| \| \| \| \| \| \| \| \| \| \| \| \| \| \| \| \| \| \| \| \| \| \| \| \| \| \| \| \| \| \| \| \| \| \| 19. Françoise Rose Somis \| \| \| \| \| \| \| \| \| \| \| \| \| \| \| \| \| \| \| \| \| \| \| \| \| \| \| \| \| \| \| \| \| \| \| \| \| \| \| \| \| \| \| \| \| \| \| \| \| \| \| \| \| \| 2. Óscar II de Suecia \| \| \| \| \| \| \| \| \| \| \| \| \| \| \| \| \| \| \| \| \| \| \| \| \| \| \| \| \| \| \| \| \| \| \| \| \| \| \| \| \| \| \| \| \| \| \| \| \| \| \| \| \| \| 20. Alejandro de Beauharnais \| \| \| \| \| \| \| \| \| \| \| \| \| \| \| \| \| \| \| \| \| \| \| \| \| \| \| \| \| \| \| \| \| \| \| \| \| \| \| \| \| \| \| \| \| \| \| \| \| \| \| \| \| \| 10. Eugenio de Beauharnais \| \| \| \| \| \| \| \| \| \| \| \| \| \| \| \| \| \| \| \| \| \| \| \| \| \| \| \| \| \| \| \| \| \| \| \| \| \| \| \| \| \| \| \| \| \| \| \| \| \| \| \| \| \| 21. Josefina Tascher de la Pagerie \| \| \| \| \| \| \| \| \| \| \| \| \| \| \| \| \| \| \| \| \| \| \| \| \| \| \| \| \| \| \| \| \| \| \| \| \| \| \| \| \| \| \| \| \| \| \| \| \| \| \| \| \| \| 5. Josefina de Leuchtenberg \| \| \| \| \| \| \| \| \| \| \| \| \| \| \| \| \| \| \| \| \| \| \| \| \| \| \| \| \| \| \| \| \| \| \| \| \| \| \| \| \| \| \| \| \| \| \| \| \| \| \| \| \| \| 22. Maximiliano I de Baviera \| \| \| \| \| \| \| \| \| \| \| \| \| \| \| \| \| \| \| \| \| \| \| \| \| \| \| \| \| \| \| \| \| \| \| \| \| \| \| \| \| \| \| \| \| \| \| \| \| \| \| \| \| \| 11. Augusta de Baviera \| \| \| \| \| \| \| \| \| \| \| \| \| \| \| \| \| \| \| \| \| \| \| \| \| \| \| \| \| \| \| \| \| \| \| \| \| \| \| \| \| \| \| \| \| \| \| \| \| \| \| \| \| \| 23. Augusta Guillermina de Hesse-Darmstadt \| \| \| \| \| \| \| \| \| \| \| \| \| \| \| \| \| \| \| \| \| \| \| \| \| \| \| \| \| \| \| \| \| \| \| \| \| \| \| \| \| \| \| \| \| \| \| \| \| \| \| \| \| \| 1. Gustavo V de Suecia \| \| \| \| \| \| \| \| \| \| \| \| \| \| \| \| \| \| \| \| \| \| \| \| \| \| \| \| \| \| \| \| \| \| \| \| \| \| \| \| \| \| \| \| \| \| \| \| \| \| \| \| \| \| 24. Carlos Cristián de Nassau-Weilburg \| \| \| \| \| \| \| \| \| \| \| \| \| \| \| \| \| \| \| \| \| \| \| \| \| \| \| \| \| \| \| \| \| \| \| \| \| \| \| \| \| \| \| \| \| \| \| \| \| \| \| \| \| \| 12. Federico Guillermo de Nassau-Weilburg \| \| \| \| \| \| \| \| \| \| \| \| \| \| \| \| \| \| \| \| \| \| \| \| \| \| \| \| \| \| \| \| \| \| \| \| \| \| \| \| \| \| \| \| \| \| \| \| \| \| \| \| \| \| 25. Carolina de Orange-Nassau \| \| \| \| \| \| \| \| \| \| \| \| \| \| \| \| \| \| \| \| \| \| \| \| \| \| \| \| \| \| \| \| \| \| \| \| \| \| \| \| \| \| \| \| \| \| \| \| \| \| \| \| \| \| 6. Guillermo de Nassau \| \| \| \| \| \| \| \| \| \| \| \| \| \| \| \| \| \| \| \| \| \| \| \| \| \| \| \| \| \| \| \| \| \| \| \| \| \| \| \| \| \| \| \| \| \| \| \| \| \| \| \| \| \| 26. Guillermo Jorge de Kirchberg \| \| \| \| \| \| \| \| \| \| \| \| \| \| \| \| \| \| \| \| \| \| \| \| \| \| \| \| \| \| \| \| \| \| \| \| \| \| \| \| \| \| \| \| \| \| \| \| \| \| \| \| \| \| 13. Luisa Isabel de Kirchberg \| \| \| \| \| \| \| \| \| \| \| \| \| \| \| \| \| \| \| \| \| \| \| \| \| \| \| \| \| \| \| \| \| \| \| \| \| \| \| \| \| \| \| \| \| \| \| \| \| \| \| \| \| \| 27. Isabel Augusta de Reuss-Greiz \| \| \| \| \| \| \| \| \| \| \| \| \| \| \| \| \| \| \| \| \| \| \| \| \| \| \| \| \| \| \| \| \| \| \| \| \| \| \| \| \| \| \| \| \| \| \| \| \| \| \| \| \| \| 3. Sofía de Nassau \| \| \| \| \| \| \| \| \| \| \| \| \| \| \| \| \| \| \| \| \| \| \| \| \| \| \| \| \| \| \| \| \| \| \| \| \| \| \| \| \| \| \| \| \| \| \| \| \| \| \| \| \| \| 28. Federico I de Wurtemberg \| \| \| \| \| \| \| \| \| \| \| \| \| \| \| \| \| \| \| \| \| \| \| \| \| \| \| \| \| \| \| \| \| \| \| \| \| \| \| \| \| \| \| \| \| \| \| \| \| \| \| \| \| \| 14. Pablo de Wurtemberg \| \| \| \| \| \| \| \| \| \| \| \| \| \| \| \| \| \| \| \| \| \| \| \| \| \| \| \| \| \| \| \| \| \| \| \| \| \| \| \| \| \| \| \| \| \| \| \| \| \| \| \| \| \| 29. Augusta Carolina de Brunswick-Wolfenbüttel \| \| \| \| \| \| \| \| \| \| \| \| \| \| \| \| \| \| \| \| \| \| \| \| \| \| \| \| \| \| \| \| \| \| \| \| \| \| \| \| \| \| \| \| \| \| \| \| \| \| \| \| \| \| 7. Paulina de Wurtemberg \| \| \| \| \| \| \| \| \| \| \| \| \| \| \| \| \| \| \| \| \| \| \| \| \| \| \| \| \| \| \| \| \| \| \| \| \| \| \| \| \| \| \| \| \| \| \| \| \| \| \| \| \| \| 30. Federico de Sajonia-Hildburghausen \| \| \| \| \| \| \| \| \| \| \| \| \| \| \| \| \| \| \| \| \| \| \| \| \| \| \| \| \| \| \| \| \| \| \| \| \| \| \| \| \| \| \| \| \| \| \| \| \| \| \| \| \| \| 15. Carlota de Sajonia-Hildburghausen \| \| \| \| \| \| \| \| \| \| \| \| \| \| \| \| \| \| \| \| \| \| \| \| \| \| \| \| \| \| \| \| \| \| \| \| \| \| \| \| \| \| \| \| \| \| \| \| \| \| \| \| \| \| 31. Carlota de Mecklemburgo-Strelitz \| \| \| \| \| \| \| \| \| \| \| \| \| \| \| \| \| \| \| \| \| \| \| \| \| \| \| \| \| \| \| \| \| \| \| \| \| \| \| \| \| \| \| \| \| \| \| \| \| \| \| \| |                                                |  |  |  |  |  |  |  |  |  |  |  |  |  |  |  |
| |                                                |  |  |  |  |  |  |  |  |  |  |  |  |  |  |  |
| | 16. Jean-Henri Bernadotte                      |  |  |  |  |  |  |  |  |  |  |  |  |  |  |  |
| |                                                |  |  |  |  |  |  |  |  |  |  |  |  |  |  |  |
| |                                                |  |  |  |  |  |  |  |  |  |  |  |  |  |  |  |
| | 8. Carlos XIV Juan de Suecia                   |  |  |  |  |  |  |  |  |  |  |  |  |  |  |  |
| |                                                |  |  |  |  |  |  |  |  |  |  |  |  |  |  |  |
| |                                                |  |  |  |  |  |  |  |  |  |  |  |  |  |  |  |
| | 17. Jeanne de Saint Vincent                    |  |  |  |  |  |  |  |  |  |  |  |  |  |  |  |
| |                                                |  |  |  |  |  |  |  |  |  |  |  |  |  |  |  |
| |                                                |  |  |  |  |  |  |  |  |  |  |  |  |  |  |  |
| | 4. Óscar I de Suecia                           |  |  |  |  |  |  |  |  |  |  |  |  |  |  |  |
| |                                                |  |  |  |  |  |  |  |  |  |  |  |  |  |  |  |
| |                                                |  |  |  |  |  |  |  |  |  |  |  |  |  |  |  |
| | 18. François Clary                             |  |  |  |  |  |  |  |  |  |  |  |  |  |  |  |
| |                                                |  |  |  |  |  |  |  |  |  |  |  |  |  |  |  |
| |                                                |  |  |  |  |  |  |  |  |  |  |  |  |  |  |  |
| | 9. Désirée de Suecia                           |  |  |  |  |  |  |  |  |  |  |  |  |  |  |  |
| |                                                |  |  |  |  |  |  |  |  |  |  |  |  |  |  |  |
| |                                                |  |  |  |  |  |  |  |  |  |  |  |  |  |  |  |
| | 19. Françoise Rose Somis                       |  |  |  |  |  |  |  |  |  |  |  |  |  |  |  |
| |                                                |  |  |  |  |  |  |  |  |  |  |  |  |  |  |  |
| |                                                |  |  |  |  |  |  |  |  |  |  |  |  |  |  |  |
| | 2. Óscar II de Suecia                          |  |  |  |  |  |  |  |  |  |  |  |  |  |  |  |
| |                                                |  |  |  |  |  |  |  |  |  |  |  |  |  |  |  |
| |                                                |  |  |  |  |  |  |  |  |  |  |  |  |  |  |  |
| | 20. Alejandro de Beauharnais                   |  |  |  |  |  |  |  |  |  |  |  |  |  |  |  |
| |                                                |  |  |  |  |  |  |  |  |  |  |  |  |  |  |  |
| |                                                |  |  |  |  |  |  |  |  |  |  |  |  |  |  |  |
| | 10. Eugenio de Beauharnais                     |  |  |  |  |  |  |  |  |  |  |  |  |  |  |  |
| |                                                |  |  |  |  |  |  |  |  |  |  |  |  |  |  |  |
| |                                                |  |  |  |  |  |  |  |  |  |  |  |  |  |  |  |
| | 21. Josefina Tascher de la Pagerie             |  |  |  |  |  |  |  |  |  |  |  |  |  |  |  |
| |                                                |  |  |  |  |  |  |  |  |  |  |  |  |  |  |  |
| |                                                |  |  |  |  |  |  |  |  |  |  |  |  |  |  |  |
| | 5. Josefina de Leuchtenberg                    |  |  |  |  |  |  |  |  |  |  |  |  |  |  |  |
| |                                                |  |  |  |  |  |  |  |  |  |  |  |  |  |  |  |
| |                                                |  |  |  |  |  |  |  |  |  |  |  |  |  |  |  |
| | 22. Maximiliano I de Baviera                   |  |  |  |  |  |  |  |  |  |  |  |  |  |  |  |
| |                                                |  |  |  |  |  |  |  |  |  |  |  |  |  |  |  |
| |                                                |  |  |  |  |  |  |  |  |  |  |  |  |  |  |  |
| | 11. Augusta de Baviera                         |  |  |  |  |  |  |  |  |  |  |  |  |  |  |  |
| |                                                |  |  |  |  |  |  |  |  |  |  |  |  |  |  |  |
| |                                                |  |  |  |  |  |  |  |  |  |  |  |  |  |  |  |
| | 23. Augusta Guillermina de Hesse-Darmstadt     |  |  |  |  |  |  |  |  |  |  |  |  |  |  |  |
| |                                                |  |  |  |  |  |  |  |  |  |  |  |  |  |  |  |
| |                                                |  |  |  |  |  |  |  |  |  |  |  |  |  |  |  |
| | 1. Gustavo V de Suecia                         |  |  |  |  |  |  |  |  |  |  |  |  |  |  |  |
| |                                                |  |  |  |  |  |  |  |  |  |  |  |  |  |  |  |
| |                                                |  |  |  |  |  |  |  |  |  |  |  |  |  |  |  |
| | 24. Carlos Cristián de Nassau-Weilburg         |  |  |  |  |  |  |  |  |  |  |  |  |  |  |  |
| |                                                |  |  |  |  |  |  |  |  |  |  |  |  |  |  |  |
| |                                                |  |  |  |  |  |  |  |  |  |  |  |  |  |  |  |
| | 12. Federico Guillermo de Nassau-Weilburg      |  |  |  |  |  |  |  |  |  |  |  |  |  |  |  |
| |                                                |  |  |  |  |  |  |  |  |  |  |  |  |  |  |  |
| |                                                |  |  |  |  |  |  |  |  |  |  |  |  |  |  |  |
| | 25. Carolina de Orange-Nassau                  |  |  |  |  |  |  |  |  |  |  |  |  |  |  |  |
| |                                                |  |  |  |  |  |  |  |  |  |  |  |  |  |  |  |
| |                                                |  |  |  |  |  |  |  |  |  |  |  |  |  |  |  |
| | 6. Guillermo de Nassau                         |  |  |  |  |  |  |  |  |  |  |  |  |  |  |  |
| |                                                |  |  |  |  |  |  |  |  |  |  |  |  |  |  |  |
| |                                                |  |  |  |  |  |  |  |  |  |  |  |  |  |  |  |
| | 26. Guillermo Jorge de Kirchberg               |  |  |  |  |  |  |  |  |  |  |  |  |  |  |  |
| |                                                |  |  |  |  |  |  |  |  |  |  |  |  |  |  |  |
| |                                                |  |  |  |  |  |  |  |  |  |  |  |  |  |  |  |
| | 13. Luisa Isabel de Kirchberg                  |  |  |  |  |  |  |  |  |  |  |  |  |  |  |  |
| |                                                |  |  |  |  |  |  |  |  |  |  |  |  |  |  |  |
| |                                                |  |  |  |  |  |  |  |  |  |  |  |  |  |  |  |
| | 27. Isabel Augusta de Reuss-Greiz              |  |  |  |  |  |  |  |  |  |  |  |  |  |  |  |
| |                                                |  |  |  |  |  |  |  |  |  |  |  |  |  |  |  |
| |                                                |  |  |  |  |  |  |  |  |  |  |  |  |  |  |  |
| | 3. Sofía de Nassau                             |  |  |  |  |  |  |  |  |  |  |  |  |  |  |  |
| |                                                |  |  |  |  |  |  |  |  |  |  |  |  |  |  |  |
| |                                                |  |  |  |  |  |  |  |  |  |  |  |  |  |  |  |
| | 28. Federico I de Wurtemberg                   |  |  |  |  |  |  |  |  |  |  |  |  |  |  |  |
| |                                                |  |  |  |  |  |  |  |  |  |  |  |  |  |  |  |
| |                                                |  |  |  |  |  |  |  |  |  |  |  |  |  |  |  |
| | 14. Pablo de Wurtemberg                        |  |  |  |  |  |  |  |  |  |  |  |  |  |  |  |
| |                                                |  |  |  |  |  |  |  |  |  |  |  |  |  |  |  |
| |                                                |  |  |  |  |  |  |  |  |  |  |  |  |  |  |  |
| | 29. Augusta Carolina de Brunswick-Wolfenbüttel |  |  |  |  |  |  |  |  |  |  |  |  |  |  |  |
| |                                                |  |  |  |  |  |  |  |  |  |  |  |  |  |  |  |
| |                                                |  |  |  |  |  |  |  |  |  |  |  |  |  |  |  |
| | 7. Paulina de Wurtemberg                       |  |  |  |  |  |  |  |  |  |  |  |  |  |  |  |
| |                                                |  |  |  |  |  |  |  |  |  |  |  |  |  |  |  |
| |                                                |  |  |  |  |  |  |  |  |  |  |  |  |  |  |  |
| | 30. Federico de Sajonia-Hildburghausen         |  |  |  |  |  |  |  |  |  |  |  |  |  |  |  |
| |                                                |  |  |  |  |  |  |  |  |  |  |  |  |  |  |  |
| |                                                |  |  |  |  |  |  |  |  |  |  |  |  |  |  |  |
| | 15. Carlota de Sajonia-Hildburghausen          |  |  |  |  |  |  |  |  |  |  |  |  |  |  |  |
| |                                                |  |  |  |  |  |  |  |  |  |  |  |  |  |  |  |
| |                                                |  |  |  |  |  |  |  |  |  |  |  |  |  |  |  |
| | 31. Carlota de Mecklemburgo-Strelitz           |  |  |  |  |  |  |  |  |  |  |  |  |  |  |  |
| |                                                |  |  |  |  |  |  |  |  |  |  |  |  |  |  |  |
| |                                                |  |  |  |  |  |  |  |  |  |  |  |  |  |  |  |

| Predecesor: Óscar II | Rey de Suecia 1907 - 1950 | Sucesor: Gustavo VI Adolfo |